# Municipio di Rothenburg ob der Tauber
Il Municipio (in tedesco: Rathaus) è l'antica sede del Comune della città bavarese di Rothenburg ob der Tauber, in Germania.
Sorge nel centrale Marktplatz, la "Piazza del Mercato", ed è uno degli edifici più importanti della città, che ne caratterizza il centro storico.

## Storia e descrizione

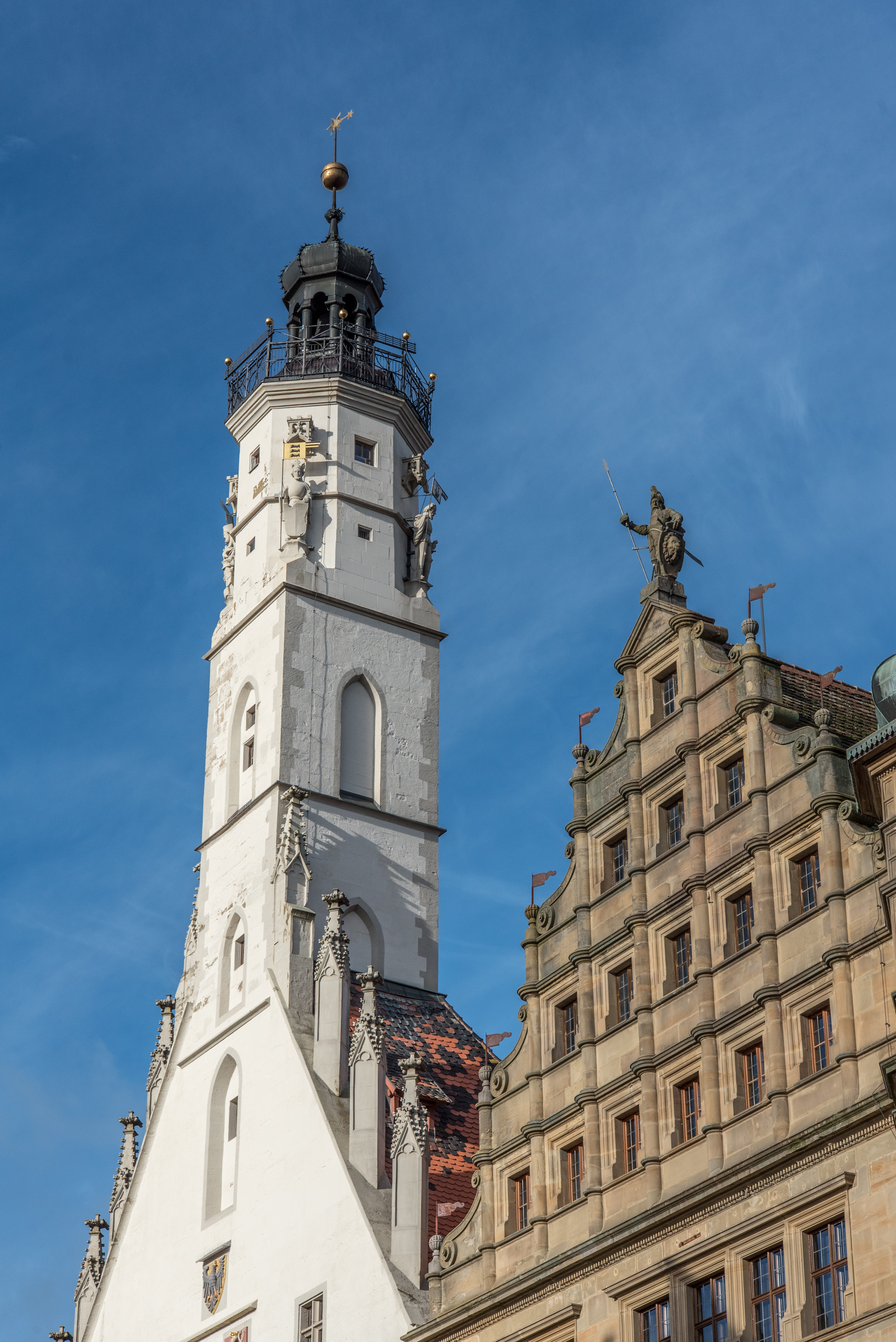
La torre civica gotico-rinascimnetale.

La prima costruzione, in stile gotico, venne eretta verso il 1250, era un edificio a due grandi frontoni con finestre crociate, da come si può vedere anche sull'altra maggiore di Friedrich Herlin nella chiesa di San Giacomo. 
Nel 1501 un grave incendio bruciò la parte orientale, mentre quella occidentale, sormontata dalla torre civica, rimase intatta.
Fra il 1572 e il 1578 venne incaricato l'architetto locale Leonhard Weidmann di ricostruire il corpo orientale, in un esemplare stile rinascimentale. Le facciate classicheggianti si sviluppano all'angolo sulla Herrngasse e sul Marktplatz. Sulla prima presenta un grande portale e un alto frontone e l'altra incentrata sulla torre scalare ottagonale. Entrambe sono ritmate orizzontalmente da grandi sornioni, e legate dallo snello erker angolare. La torre civica venne rialzata nel XVI secolo con la parte ottagonale e cupola.
Nel 1681 venne aggiunto l'ampio porticato a bugnato del lato piazza dagli archi decorati con i 7 stemmi dei Principi elettori.
All'interno dell'edificio il Municipio accogli varie sale rinascimentali. Fra tutte spicca la gotica Kaisersaal, "Sala dell'Imperatore", che ricorda la celebre Meistertrunk, la "Magistrale bevuta" di vino offerta nel 1631 durante la guerra dei Trent'anni dai cittadini al maresciallo dell'esercito svedese Johann Tserclaes, conte di Tilly, che risparmiò la città dalla distruzione.